# Рахман
Рахман или Рехман (арап. رحمان‎, Рахмāн) је арапски мушко име значи „Милостив”. Рахманис елатив рахима (милосрдни), заснован на триКонсонанталном корену Р-Х-М. Са нисба (арапски ономастиK), име постаје Рахмани, значи "потомак милостивог" и користи се као презиме. У исламу, Ар-Рахман (Највреднији) је једно од Имена Бога.

## Друге форме
- Рахмон- форма имена Рахман, распрострањено међу народима који живе широм Средње Азије.

## Ар-Рахман
Ар-Рахман (арап. الرحمن — ар-рахма́н) — једно од имена Алаха, , спада међу 99 имена Алаха пребачених у хадисе из Абу Хураира. Може се користити само да се обрати Алаху. Назив Ар-Рахман се користи у Курану 56 пута и саставни је део басмале, који стоји на почетку свих сура Курана, осим деветог. У Курану постоји и сура под именом Ар-Рахман, названа по првом стиху ове суре. Име Ар-Рахман има много значења везаних за концепт милости "милостиви", "свеблагодатни", "милосрдни", "самилосни" итд. Неки исламски теолози, на основу речи Мухамеда, проналазе порекло имена ар-Рахман и ар-Рахим из арапске речи ар-Рахман, што значи милост. У исламској теологији сматра се да име ар-Рахим обухвата све врсте саосећања за Бога (поседује милост), док Ар-Рахман значи акцију према вереницима (показујући милост).

## Абдуррахман
Абдуррахман, Абдурахман, Абдул-Рахман (арап. عبد الرحمن — ’абду-р-рахма́н) — дводелно мушко име арапског порекла. Име Абдуррахман се састоји од две речи: Абд (слуга, роб) и ар-Рахман (свемилостиви), преведен са арапског значења "слуга милосрдног", "слуга милосрдног".